# Vaux-en-Bugey

Vaux-en-Bugey este o comună în departamentul Ain din estul Franței.